# Первая статья Конституции США
Первая статья Конституции США определяет полномочия Конгресса — органа законодательной власти федерального правительства США. Статья предусматривает создание двухпалатного парламента. Состав палаты представителей (нижней палаты) определяется исходя из численности населения каждого штата. Сенат (верхняя палата) включает в себя по два представителя от каждого штата, вне зависимости от его размера и населения. Статья также описывает общий порядок проведения выборов в Конгресс, требования к его депутатам, общие принципы законотворческой деятельности, а также ограничения, действующие для законодательной власти и для властей штатов.

## Общая информация
Статья состоит из десяти частей. Первая часть передаёт все полномочия в федеральной законодательной сфере Конгрессу США. Вторая и третья части определяют состав, срок полномочий, требования и способ избрания членов нижней и верхней палат парламента. Также вторая часть статьи устанавливает необходимость проведения переписи населения каждые десять лет. Третья часть касается полномочий вице-президента США, делая его председателем (президентом) Сената, определяя, однако, что голосовать он имеет право лишь в случае равного раздела голосов сенаторов. Нижняя палата наделяется исключительным право инициировать процедуру импичмента, в то время как Сенат получает полномочия принимать окончательное решение по данному вопросу.
Четвёртая часть наделяет законодательные органы штатов право устанавливать «время, место и способ проведения выборов сенаторов и членов палаты представителей», но наделяет Конгресс правом контроля за проведением выборов. Согласно этой части Конгресс обязан собираться не реже одного раза в год. Пятая часть устанавливает порядок разрешения избирательных споров, определяет вопрос кворума и регламента каждой из палат. Определяются и другие процедурные вопросы деятельности Конгресса.
Шестая часть касается вопросов зарплаты конгрессменов, депутатского иммунитета и индемнитета, а также требований к несовместительству депутатского мандата.
Седьмая часть наделяет Палату представителей исключительным правом инициировать законопроекты, касающиеся бюджета. Кроме того, в этой части описывается процедура наложения вето.
Восьмая часть определяет основные полномочия Конгресса, включая право вводить налоги, брать займы, регулировать вопросы ведения бизнеса, принимать решения о проведении эмиссии, создавать суды и многое другое. Кроме того, в этой части устанавливается право Конгресса принимать законы, необходимые для реализации полномочий федерального правительства.
Девятая часть устанавливает ряд ограничений полномочиям Конгресса и правительства, включая запрет придания законам обратной силы. Десятая часть определяет круг вопросов, которые не могут передаваться на разрешение властям штатов (например, запрет штатам самостоятельно объявлять войну или вступать в международные сношения).

## Часть 1: Законодательная власть Конгресса
Все законодательные полномочия, сим установленные, предоставляются Конгрессу Соединённых Штатов, который состоит из сената и палаты представителей.

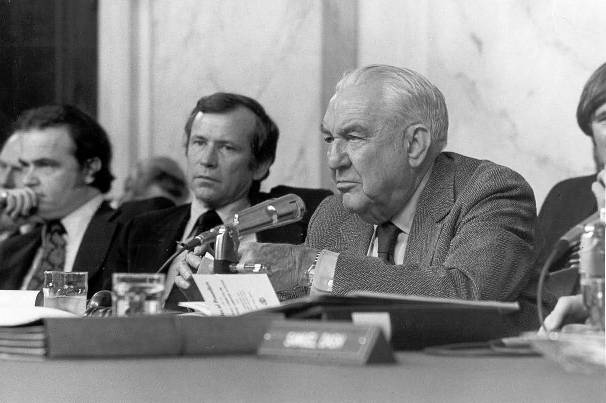

Первая часть первой статьи Конституции США определяет передачу всей полноты законодательной власти Конгрессу. Аналогичные положения, касающиеся исполнительной и судебной власти можно найти в первых частях второй и третьей статьи Конституции. Вместе эти положения формулируют принципы разделения власти, означающие, что каждая ветвь власти может исполнять исключительно свои полномочия и никаких других Это означает, что ветвь власти не может перебирать на себя полномочия другой ветви. Например, суды не могут принимать законы.
Конгресс имеет лишь установленные Конституцией полномочия. Эти положения в дальнейшем были уточнены десятой поправкой к Конституции США. Следует отметить, что полномочия исполнительной и судебной власти не перечислены в Конституции в виде полного списка, в то время как Конгресс обладает лишь прямо определённой ему властью.
Кроме того, Конгресс не имеет права делегировать свои законодательные полномочия органам исполнительной власти. Однако Верховный Суд США принял решение, согласно которому Конгресс может делегировать часть своей регуляторной власти при условии, что этот орган будет действовать согласно чётко установленным законом критериям. На практике только четыре закона были признаны неконституционными по причине нарушения запрета делегировать законодательную власть, среди которых был закон, разрешающий большинству компаний по добыче угля принимать обязательные к исполнению правила проведения работ, а также закон, предоставляющий Президенту право накладывать вето на часть закона.
Также Конгресс имеет право проводить расследования и понуждать лиц сотрудничать с ним при их проведении, хотя это право прямо и не предусмотрено Конституцией
Верховный Суд США подтвердил права Конгресса понуждать к сотрудничеству при расследовании По сути право проводить расследования — это аспект законодательной власти Конгресса, а потому оно могут использоваться лишь в случаях, когда по его результатам Конгресс может принять определённое решение в пределах своих полномочий.
Суды не проверяют, действительно ли Конгресс собирается принимать какие-либо законы по итогам расследования, или же просто использует это как повод для получения определённой информации — достаточно, чтобы потенциальное решение было в пределах компетенции Конгресса. Лица, вызванные в Конгресс давать показания имеют все основные конституционные права и гарантии, включая право не давать показания против самого себя. Конгресс имеет право применить наказание к лицу, препятствующему проведению расследования.

## Часть 2: Палата Представителей

### Пункт 1: Состав и избрание членов
Палата Представителей состоит из членов, избираемых каждый второй год жителями нескольких штатов и избиратели каждого штата должны соответствовать тем же требованиям, что и избиратели самой многочисленной палаты законодательного органа этого штата.
Вторая часть первой статьи предписывает проводить выборы в Палату Представителей каждых два года. Поскольку Конституция прямо предписывает, что членов палаты избирают жители штатов, Губернаторы не имеют права временного заполнения вакансий в делегации от штата в случае досрочного прекращения полномочий одного из конгрессменов. Вместо этого Конституция обязывает губернатора штата назначить специальные выборы.
Конституция не содержит прямых гарантий избирательных прав, оставляя избирательные цензы на откуп штатов. Тем не менее требования к избирателям наибольшей палаты законодательного органа штата и к избирателям в Палату представителей от этого штата не могут отличаться. Однако штаты не могут дискриминировать жителей в противоречии с Конституцией. Многие поправки к Конституции касались именно избирательного права. Так пятнадцатая и девятнадцатая поправки запретили использовать расу и пол как избирательный ценз на федеральных и местных выборах. Двадцать шестая поправка запретила устанавливать требования к возрасту голосующих на уровне, превышающем 18 лет, а двадцать четвёртая поправка запрещает введение налогов на право голоса. Кроме того, Верховный Суд США признал избирательное право одним из фундаментальных прав, а потому право на равенство применимо и к нему., что установило достаточно жёсткие, хотя и не определённые рамки для штатов. На данный момент можно считать, что лишь требования к гражданству, месту проживания и возрасту будут однозначно конституционны.
Учитывая третий пункт данной части, устанавливающий, что число членов палаты каждого штата определяется его размером, но каждый штата имеет не менее одного представителя равенство избирательных округов не может быть гарантировано. Размер Палаты Представителей на данный момент составляет 435 мест, в то время как в некоторых штатах проживает менее 1/435 населения. Во время переписи населения 2000 года число жителей страны составило 281,421,906. 1/435 от этого числа — примерно 647,000. Штаты Вайоминг, Вермонт, Северная Дакота и Аляска имеют меньшее население. По этому равная сила голоса избирателя достигается лишь в пределах каждого конкретного штата, где избирательные округа должны быть как можно более равными по числу избирателей.

### Пункт 2: Требования к членам
Не может быть членом Палаты Представителей лицо, не достигшее 25 лет, не являющееся гражданином США не менее семи лет и не проживающее на момент избрания в штате, где его выбрали.
Конституция устанавливает три требования к члену Палаты Представителей: возраст не менее 25 лет, проживание в штате, от которого его избрали и гражданство США сроком не менее семи лет. Конституция не содержит требования быть жителем своего избирательного округа, хотя обратное и редкий случай.
Верховный Суд истолковал данную статью таким образом, что указанный в Конституции список является исчерпывающим и не может быть расширен ни Конгрессом, ни штатами, ни отдельными палатами Конгресса на основе их права оценивать соответствие своих членов требованиям Конституции. В деле en:Powell v. McCormack, 395 U.S. 486, 550 (1969) суд принял решение об аннулировании решения Палаты Представителей отказать избранному члену палаты в праве заседать в ней на основании обвинения в растрате денежных средств. Кроме того, число переизбраний члена палаты не ограничено.
Верховный Суд признавал конституционными определённые требования к кандидату для включения его в бюллетень, например избирательный залог, сбор определённого числа подписей в поддержку кандидата и тому подобное.

### Пункт 3: Распределение представителей и налоги
Представители и прямые налоги распределяются между отдельными штатами, которые могут быть включены в настоящий Союз, пропорционально численности населения, каковая определяется посредством прибавления ко всему числу свободных лиц — включая тех, кто обязан находиться в услужении в течение многолетнего срока, и исключая не облагаемых налогом индейцев — трёх пятых всех прочих лиц. Всеобщее исчисление населения будет произведено в течение трёх лет после первой сессии Конгресса Соединённых Штатов, а затем через каждые десять лет в порядке, установленном законом. Число представителей не должно превышать одного на каждые тридцать тысяч жителей, но каждый штат должен иметь по меньшей мере одного представителя; и пока таковое исчисление не будет произведено, штату Нью-Хэмпшир положено выбрать трёх представителей, Массачусетсу — восемь, Род-Айленду и Плэнтейшн Провиденс — одного, Коннектикуту — пять, Нью-Йорку — шесть, Нью-Джерси — четырёх, Пенсильвании — восемь, Делавэру — одного, Мэриленду — шесть, Вирджинии — десять, Северной Каролине — пять, Южной Каролине — пять и Джорджии — трёх представителей
Конституция не устанавливает точное число членов Палаты Представителей. Вместо этого Конгресс получил право устанавливать размер нижней палаты, при условии, однако, что каждый её член будет представлять не менее 30000 жителей. С момента основания США численность палаты не приближалась к этому барьеру. Согласно нынешнему законодательству США 1 член палаты представляет 700000 жителей, из-за чего в палату входит 435 конгрессменов. Тем не менее следует учитывать, что соотношение 1:700000 справедливо лишь при учёте всего населения США. Из-за того, что штат не может иметь менее 1 представителя, а границы округов не могут пересекать границы штатов, конгрессмены разных штатов представляют разное число избирателей.
Конституция требует проведения переписи населения каждых 10 лет. Данная статья устанавливала временное число членов палаты, которое использовалось до проведения первой переписи. Изначально под населением штата понимались все свободные люди, а также 3/5 „прочих людей“ (рабы и не облагаемые налогами индейцы). Это положение было введено как часть компромисса между северными и южными штатами. В результате рабовладельческие штаты увеличили свой политический вес как в Конгрессе, так и при выборах Президента США (число выборщиков штата зависит от числа его представителей к Конгрессе).
Данные нормы ныне не действуют, поскольку тринадцатая поправка отменила рабство, а не облагаемых налогом индейцев ныне не существует. Таким образом всё население каждого штата учитывается при распределении мест в Палате Представителей.

### Пункт 4: Вакансии
Когда в представительстве от какого-либо штата открываются вакансии, исполнительная власть оного издаёт приказ о проведении выборов для заполнения таковых вакансий.
Конституция США устанавливает, что заполнение вакансий в Палате Представителей входит в зону ответственности исполнительной власти штата. Кроме того, вакансии могут заполняться исключительно путём проведения выборов, никаких других способов Конституция не допускает. Требования к избирателям и кандидатам на промежуточных выборах такие же, как и на очередных. Однако, избранный на промежуточных выборах член нижней палаты избирается лишь на оставшийся срок полномочий соответствующего состава Палаты представителей, а не на два года.

### Пункт 5: Спикер и другие должностные лица. Импичмент.
Палата Представителей избирает своего спикера и прочих должностных лиц. И лишь она имеет право инициировать процедуру импичмента.
Этот пункт наделяет Палату Представителей правом самостоятельно избирать своего спикера и других должностных лиц. Хотя Конституция и не требует, чтобы спикер был членом палаты, случае избрания спикером кого-то, не входящего в её состав, не было. Избранный спикер редко председательствует на обычных заседаниях палаты. Вместо этого он ежедневно назначает одного из конгрессменов для исполнения функций председательствующего.
Кроме того, этот пункт определяет, что лишь Палата Представителей имеет право инициировать процедуру импичмента. Согласно Решению Верховного суда США Конгресс сам определяет, какие действия могут быть основаниям для импичмента и суды, как правило, не вправе пересматривать такие решения. Окончательное решение об импичменте принимает Сенат.

## Часть 3: Сенат

### Пункт 1: Состав. Избрание сенаторов.
В состав сената Соединённых Штатов входят по два сенатора от каждого штата, избираемые на шесть лет законодательными собраниями соответствующих штатов; каждый сенатор имеет один голос.
Конституция установила срок полномочий каждого сенатора в 6 лет. При этом каждый штат получил равное представительство в верхней палате Конгресса. Изначально сенаторов избирали законодательные органы штатов, однако, в 1913 году была принята Семнадцатая поправка, вводящая выборы сенаторов путём голосования избирателей.
Согласно Статье 5 Конституции норма, предоставляющая каждому штату равное представительство в Сенате, не может быть изменена без согласия всех штатов. Таким образом поправка, устанавливающая, что каждый штат избирает одного или трёх сенаторов может быть принята обычным путём, В то время как поправка, устанавливающая разное число сенаторов для разных штатов требует единогласной поддержки всех 50 штатов.

### Пункт 2: Требования к сенаторам. Вакансии.
Когда сенаторы соберутся после первых выборов, они должны быть разделены на три по возможности равные группы. Места сенаторов первой группы становятся вакантными по истечении второго года, второй группы — по истечении четвёртого года и третьей группы — по истечении шестого года, так, чтобы одна треть сенаторов могла быть переизбрана раз в два года. Если вследствие отставки или по другой причине вакансии откроются во время перерыва в работе законодательного собрания какого-либо штата, исполнительная власть оного может произвести временные назначения до следующей сессии законодательного собрания, которое таковые вакансии заполнит.
После избрания в 1789 году первого состава Конгресса была проведена жеребьёвка, согласно которой сенаторы разделились на три группы. Сенаторы первой группы имели полномочия лишь 2 года, сенаторы второй группы — 4 года. После этого все сенаторы избирались на полный срок — 6 лет. Таким образом каждые 2 года сенат обновляется на одну треть. Когда в состав союза принимались новые штаты их сенаторы также участвовали в жеребьёвке, что определяло срок их полномочий. Сенат никогда не переизбирается целиком, чем и отличается от Палаты Представителей.
Изначально сенаторы избирались законодательными органами штатов. Если сенатор умирал, выходил в отставку или исключался из сената, законодательный орган избирал ему замену. Новый сенатор избирался на срок оставшихся полномочий ушедшего сенатора. Если законодательный орган не проводил сессию губернатор штата назначал временного сенатора, который представлял штат до замены его решением законодательного органа. Семнадцатая поправка установила, что сенаторы должны избираться голосованием граждан. Ныне губернаторы имеют право назначать сенаторов на срок до избрания нового на выборах. Однако, губернаторы имеют право производить такие наполнения лишь в случае, если законодательный орган штата наделил дал ему такое разрешение. В противном случае место сенатора остаётся вакантным до промежуточных или очередных выборов.

### Пункт 3: Требования к сенаторам
Ни одно лицо не может быть сенатором, если оно не достигло возраста тридцати лет, не было в течение девяти лет гражданином Соединённых Штатов и не является на момент избрания жителем того штата, в котором оно избирается.
Перечень требований к сенаторам является исчерпывающим. Кроме того, сенатору должно быть 30 лет на момент вступления в должность, а не на момент избрания. Известны случаи, когда 29-летние граждане избирались сенаторами и ждали несколько месяцев прежде, чем принести присягу и приступить к исполнению своих обязанностей.

### Пункт 4: Вице-президент как Председатель Сената. Право голоса.
Вице-президент Соединённых Штатов является председателем Сената, однако не может голосовать, если только голоса в сенате не разделятся поровну.
Согласно Конституции США председателем Сената является вице-президент. Однако в наше время вице-президент председательствует лишь в дни открытия сессий и по торжественным случаям, а также в ситуациях, когда ожидается ничья при голосовании. Обычно функции председательствующего исполняет один из сенаторов, назначаемых временным председателем (President pro tempore), полномочия которого определяются следующим пунктом. Поскольку вице-президент не является сенатором, он не может голосовать, не участвует в подсчете присутствующих сенаторов при проверке кворума, а также не может выступать в дебатах или вносить поправки и предложения. К данному моменту [когда?] вице-президент использовал своё право решающего голоса при равном разделе голосов 243 раза.

### Пункт 5: Временный председатель и другие должностные лица
Сенат избирает своих должностных лиц, а также, в отсутствие вице-президента или в случаях, когда он исполняет обязанности Президента США избирает Временного председателя.
Сенат имеет право избрать временного председателя, чтобы тот вёл заседания в отсутствие вице-президента. Хотя Конституция этого и не требует, ныне Сенат избирает временного председателя в начале срока полномочий каждого нового Конгресса, вместо того, чтобы делать это каждый раз, когда вице-президент отсутствует. Временный председатель не обязан быть сенатором, но случаев избрания на этот пост сторонних лиц не было. После второй мировой войны в традицию вошло избирать временным председателем Сената самого старшего по возрасту сенатора из партии большинства. Временный председатель, как член сената, имеет право голоса, которым может воспользоваться, чтобы решить исход голосования. Однако, в случае ничейного результата вице-президент имеет возможность изменить исход голосования.

### Пункт 6: Процедура импичмента
Только Сенат имеет право рассматривать дела об импичменте. Когда сенаторы заседают с этой целью они должны принести присягу. Когда рассматривается вопрос об импичменте Президента США председательствует Глава Верховного Суда. Никто не может быть осужден без согласия не менее, чем 2/3 от присутствующих сенаторов.

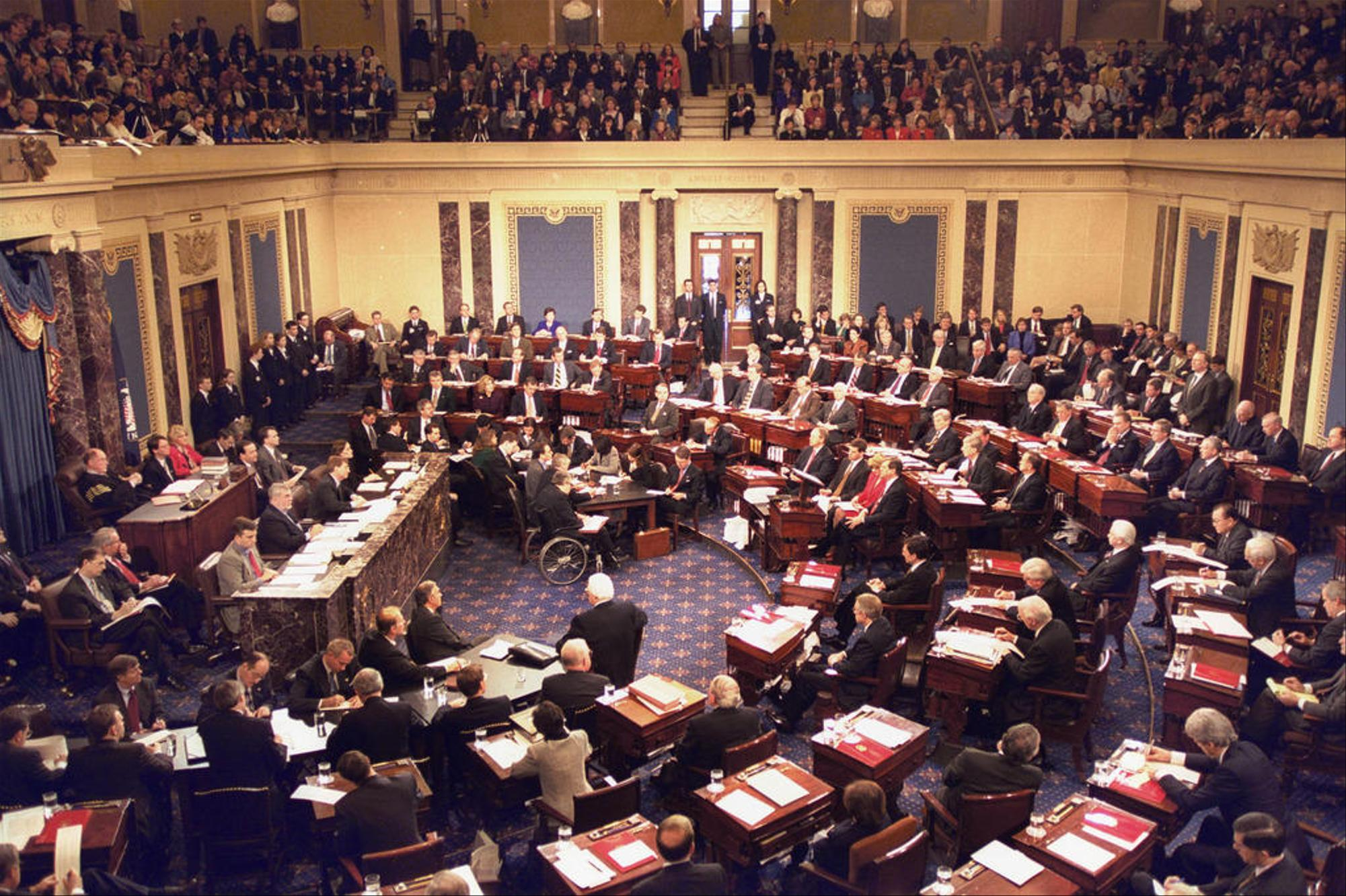
Процедура Импичмента против Президента США Билла Клинтона

Сенат — единственный орган в США имеющий право проводить процедуру импичмента. Это право аналогично праву импичмента Палаты Лордов парламента Великобритании. Верховный Суд США установил, что Сенат имеет эксклюзивное право импичмента, и что решение сената по этому вопросу не может быть обжаловано в суде Перед началом рассмотрения вопроса об импичменте сенаторы приносят присягу подобно присяжным в обычном суде. В этом процедура отличается от Британской, где лорды голосуют согласно „их личному пониманию чести“. Председатель Верховного суда США ведёт процесс импичмента против Президента США. Таким образом вице-президент избегает конфликта интересов, ведь в случае освобождения Президента от должности его обязанности будет исполнять именно вице-президент. Конституция, однако, не запрещает вице-президенту председательствовать на заседании по вопросу импичмента самому себе, хотя таких случаев и не было.
Решение об импичменте принимается 2/3 голосов присутствующих сенаторов при обязательном наличии кворума. Учитывая важность вопроса сенаторы редко пропускают такие голосования. Из-за требования принятия решения 2/3 голосов присутствующих (а не „голосующих“) отказ голосовать является голосом „против“. Согласно обычной практике голосований решение принимается сенатом в зависимости от того, превышает ли число поданных голосов „За“ число поданных голосов „Против“, вне зависимости от того, сколько сенаторов решило воздержаться при голосовании. Голос „Присутствую“ (аналог голоса „Воздержался“) влияет только на наличие кворума.
Так при обычном голосовании результат: „За“ — 10, „Против“ — 9», «Присутствуют (воздержались)» — 32 «Отсутствуют» — 49 решение будет принято, в то время как «За»-10 «Против» — 9 «Отсутствуют» — 81 ведёт к недействительному голосованию из-за отсутствия кворума. При проведении процедуры импичмента голоса «Против» и «Воздержался» суммируются.

### Пункт 7: Приговор в деле об импичменте. Наказание.
Приговор в деле об импичменте не может быть большим, чем увольнение с должности и лишение права занимать любую должность в США. Осужденный в порядке импичмента может быть в дальнейшем обвинен, судим, осужден и наказан в соответствии с законом.
Если в результате процедуры импичмента любое должностное лицо США признаётся виновным оно немедленно лишается своей должности и более не может быть государственным служащим. Большего наказания сенат применить не в праве, однако за свои действия виновный может быть привлечен к уголовной или гражданской ответственности.

## Часть 4: Выборы в Конгресс

### Пункт 1: Время, место и способ проведения выборов
Время, место и способ проведения выборов сенаторов и конгрессменов определяется законодательными органами соответствующих штатов. Конгресс может законом принимать или изменять эти правила, но не может менять место проведения выборов сенаторов.
Этот пункт предоставляет штатам право определять порядок проведения выборов в конгресс. Тем не менее принятые штатами правила не могут противоречить избирательному закону, который имеет право принять Конгресс. Таким образом Конгресс может, по сути, отменить законы штатов, установив единые для всей страны правила проведения выборов.
Конгресс так и не принял единого избирательного закона, так что штаты продолжают самостоятельно определять дату проведения выборов и порядок голосования, включая порядок регистрации кандидатов и избирателей, форму бюллетеня, наблюдение за выборами и порядок подсчета голосов. Определения порядка регистрации кандидатов не должно приводить к установке дополнительных требований к конгрессменам и сенаторам, поскольку они чётко определены Конституцией.
Согласно требованиям Конгресса и решениям Верховного Суда США избирательные округа в штатах должны быть, по возможности, компактные, не приводить к расовой сегрегации и быть равными по числу населения в пределах штата. Вопрос границ округов является поводом для постоянных судебных разбирательств. В 2015 году было определено, что право устанавливать границы избирательных округов может быть передано от законодательного собрания штата другому органу — но лишь в случае, когда такая передача полномочий будет утверждена законом штата. Тем не менее такой закон может быть принят на референдуме.
Положение о том, что Конгресс не может изменять «место избрания сенаторов» в настоящий момент устарело. Данная норма действовала во времена, когда сенаторы избирались законодательными органами штатов. Если бы Конгресс имел право определять место избрания сенаторов, то, по сути, он мог бы определять место проведения заседаний законодательного собрания штата, что означало бы возможность федеральной власти менять столицу штата по своему усмотрению. Именно для борьбы с таким вмешательством в дела штатов было принято это правило. Поскольку ныне сенаторы избираются на выборах этот пункт утратил практическое значение.

### Пункт 2: Сессии Конгресса
Конгресс должен собираться не реже одного раза в год в первый понедельник декабря, если только законом не будет установлен другой день.
Этот пункт обязывает Конгресс проводить сессии хотя бы один раз в год. Таким образом Конгресс был вынужден хотя бы один раз в течение года собираться для рассмотрения законов, нужных стране, что было не просто, учитывая состояние транспорта и средств связи в восемнадцатом веке. Ныне Конгресс заседает почти круглый год.
Изначально Конгресс собирался в первый понедельник декабря, хотя и имел право установить законом другой день начала сессии. Поскольку Конституция США вступила в силу 4 марта 1789 года именно с этого момента отсчитывались сроки полномочий всех органов власти. В результате возникла ситуация, при которой очередные выборы проводились в ноябре, но избранные конгрессмены, сенаторы и Президент США вступали в должность лишь 4 марта следующего года. В промежутке между этим полномочия сохранялись за старым Конгрессом и Президентом.
С развитием транспортной инфраструктуры отпала необходимость длительного ожидания всех избирательных процедур и ждать 4 марта. Были внесены предложения перенести сроки вступления в должность для выборных лиц на январь. Поскольку это потребовало одноразового сокращения срока полномочий уже избранных депутатов и Президента на 2 месяца была принята Двадцатая поправка к Конституции, которая перенесла момент вступления в должность Президента на 20 января, а момент начала полномочий депутатов на 3 января. При этом Конгресс сохранил за собой право законом изменять дату открытия новой сессии.

## Часть 5: Процедура

### Пункт 1: Квалификация членов палат, кворум
Каждая палата является судом по вопросу выборов, их результатов и квалификации своих членов. Большинство каждой палаты является кворумом, дающим право вести дела, но меньшее число членов может принимать решения о переносе заседания с одного дня на другой и понуждать отсутствующих членов явится на заседание, определяя способ понуждения и наказание за неповиновение.
Конституция США даёт право каждой палате вести свои заседания лишь в случае, когда на нём присутствует большинство от его членов. При определении большинства считается не общее число мест в палате, а число мест, занятое избранными депутатами. В отсутствие кворума палата может принимать решение о переносе заседания либо о понуждении своих членов явится на заседание. При этом палата может принять решение о способе такого понуждения, например, об аресте отсутствующих членов и их доставке в зал заседаний, запирании дверей палаты чтобы воспрепятствовать явившимся членам палаты покинуть её во время доставки отсутствующих членов и т. п.
На практике требования к кворуму часто игнорируются. Считает, что кворум присутствует, пока не будет доказано обратное. Отсутствие кворума может быть установлена если член палаты потребует проведения поименной регистрации членов. При этом в сенате подобное требование может заявить любой сенатор в любой момент, а в Палате представителей проверка кворума возможна лишь если палата собирается перейти к голосованиям. Во время обсуждения проверку кворума может потребовать лишь лидер парламентского большинства по согласованию со спикером палаты.
Каждая палата может рассматривать жалобы на результаты выборов, хотя на данный момент подобные случаи редки, так как избирательные споры рассматриваются в судах. Палата может принимать решение по поводу квалификации своих членов (соответствие их конституционным требованиям), но лишь в пределах, установленных Конституцией. Так палата не может отказать избранному депутату в членстве в палате по причинам его «низких моральных качеств» и подобных причин. При этом палата может принять решение о том, как именно следует поступить с членом палаты, не соответствующим требованиям к депутату. Так, к примеру, сенатору, избранному до достижения им 30 летнего возраста, может быть предложена подождать с принесением присяги до своего тридцатого дня рождения. В 1818 году Сенат допустил к принесению присяги Джона Генри Итона, дата рождения которого не была известна. Впоследствии выяснилось, что Итону было 28 лет.

### Пункт 2: Регламент
Каждая палата принимает свой Регламент работы, наказывает своих членов за его нарушение, а также по решению, поддержанному не менее, чем двумя третями, может исключить своего члена.
Конституция устанавливает, что Регламент работы палаты устанавливается ею самостоятельно. Способ принятия и порядок изменения Регламента не регулируется и остаётся на усмотрение каждой палаты. Так Палата представителей принимает Регламент простыми большинством и лишь на время работы каждого созыва, принимая новый Регламент каждые два года в день открытия первой сессии. Регламент сената является постоянным и может меняться лишь с согласия не менее, чем 2/3 от состава сената.
Основания для досрочного прекращения полномочий депутата Конституцией не регулируются и остаются на усмотрения каждой из палат. Однако решение об исключении избранного депутата может быть принята лишь при поддержки 2/3 голосующих (при условии наличия кворума). Исключенный член палаты вправе выставить свою кандидатуру на внеочередные выборы и в случае победы на них возвращается в состав палаты.

### Пункт 3: Протокол заседаний
Каждая палата должна вести протокол своих заседаний и периодически публиковать его, кроме тех частей, которые, по мнению палаты, являются секретными. Результаты поименного голосования заносятся в журнал по требованию не менее, чем 1/5 присутствующих членов.
Протокол заседания, который ведётся согласно требованиям данного пункта, не следует путать со стенограммой заседания. В протоколе записываются все внесённые предложения и принятые по ним решения. При этом поименное голосование проводится по требованию не менее, чем 1/5 присутствующих членов палаты. Одна пятая определяется именно от числа присутствующих в конкретный момент членов и вне зависимости от кворума. Таким образом, если на заседании присутствуют лишь 5 депутатов для проведения поименного голосования хватит и одного голоса. При этом, поскольку голосование в палате проводится в течение некоторого времени, отсутствующие депутаты вполне могут явится на голосование, в связи с чем проблем с наличием кворума не будет.

### Пункт 4: Перерыв
Ни одна из палат во время сессии Конгресса не может без согласия другой палаты объявить перерыв в заседаниях более, Чем на 3 дня, а также перенести место проведения заседания с того места, где заседают обе палаты.
В течение сессии палаты могут объявлять перерывы на срок более трёх дней лишь по взаимному согласию. Из-за этого конституционного требования палаты часто проводят «формальные» заседания, длящиеся всего несколько минут и на которых не рассматриваются никакие вопросы. Палаты обязаны заседать в Капитолии и могут принять решение о переезде в другое здание лишь совместным решением.

## Часть 6: Выплаты, привилегии и ограничения

### Пункт 1: Выплаты и юридическая защита
Сенаторы и Представители получают компенсацию за свою службу, размер которой определяется Законом и выплачивается Казначейством Соединенных Штатов. Во всех случаях, кроме измены, тяжкого преступления или нарушения общественного порядка, члены Конгрессы пользуются иммунитетом от ареста во время сессий, а также по дороге на сессию и с неё. За свои слова или выступления в дебатах в любой из палат с депутатом не может быть спрошено в любом другом месте.
Сенаторы и Представители определяют свою заработную плату, принимая соответствующий закон. Согласно двадцать седьмой поправке к Конституции США любые изменения в размере оплаты труда депутатов вступают в силу не ранее открытия первой сессии Конгресса нового созыва (то есть переизбрания нижней палаты).
Члены обеих палат имеют некоторые привилегии, которые были сформулированы на основе привилегий депутатом британского парламента. Так депутат не может быть арестован во время сессии, по дороге на сессию или с неё, кроме случае ареста за государственную измену, тяжкое преступление или нарушение общественного порядка. Невозможно подать в суд на депутата за оскорбление, нанесённое во время дебатов, а также за любое выступление члена Конгресса во время его сессии. Кроме того, депутат не может быть подвернут уголовному преследованию за любые свои слова в Конгрессе. Так Майк Грейв опубликовал в более 4000 страниц в качестве приложения к стенограмме сессии. Данные документы содержали государственную тайну, но суд отклонил обвинения как против конгрессмена, так и против его помощников, помогавших ему готовить материалы.

### Пункт 2: Независимость от исполнительной власти
Ни сенатор, ни представитель в течение срока, на который он был избран, не может быть назначен на какую-либо гражданскую должность в пределах власти Соединённых Штатов, которая создана или доходы от которой увеличены за таковой срок; ни одно лицо, занимающее какую-либо должность на службе Соединённых Штатов, не может быть членом любой из палат во время своего пребывания в должности.
Сенаторы и Представители не могут одновременно служить в Конгрессе и занимать должность в органе исполнительной власти. Это ограничение было введено для защиты независимости законодательной ветви власти, лишая Президента возможности покупать голоса в Конгрессе с помощью должностей. Подобное ограничение стало новинкой для своего времени, так как, к примеру, члены Кабинета Министров британского парламента могли выбираться лишь среди депутатов.
Более того, сенаторы и представители не могут выйти в отставку, чтобы занять вновь созданную должность, а также занять должность, заработная плата в которой была недавно увеличена. Если депутат желает занять должность в исполнительной ветви власти он должен или дождаться окончания срока своего созыва либо занять должность, заработная плата в которой не изменялась в течение срока его полномочий.

## Часть 7: Законопроекты

### Пункт 1: Бюджетные законопроекты
Законопроекты, повышающие доходы должны исходить из Палаты представителей, но Сенат может предлагать к нему поправки или соглашаться с поправками, как и в случае с другими проектами.
Конституция устанавливает, что лишь нижняя палата парламента может инициировать законопроекты, касающиеся налогообложения. Все остальные проекты могут вносится любой из палат. На практике сенат может обойти данное ограничение, предложив поправку, влияющую на налогообложение, к принятому нижней палатой законопроекту. Кроме того, сенат может найти принятый, но «заброшенный» законопроект и предложить к нему поправку, полностью заменяющую его текст на законопроект, касающийся налогообложения.
Подобные ограничения были введены в качестве баланса между правами крупных и мелких штатов: штаты имеют равное представительство в Сенате (что выгодно мелким штатам), но Сенат не может предлагать законопроекты по вопросам налогообложения (что выгодно крупным штатам, имеющим преимущество в Палате представителей).

### Пункт 2: Принятие законов
Каждый законопроект, принятый Палатой Представителей и Сенатом, прежде, чем он станет Законом, должен быть представлен Президенту Соединенных Штатов. Если Президент одобрит законопроект то он должен подписать его, в противном случае он возвращает законопроект со своими возражениями в ту палату, в которой этот законопроект был внесён. Эта палата вносит возражения Президента в свой протокол и повторно рассматривает законопроект. Если после повторного рассмотрения законопроект будет одобрен не менее, чем 2/3 голосов, то он направляется в другую палату, где также повторно рассматривается и в случае, если будет утверждён не менее, чем 2/3 голосов, то станет Законом. Все голосования в таких случаях должны проходит поименно и поименные результаты включаются в протоколы заседаний каждой из палат. Если Президент не вернёт законопроект со своими возражениями в течение 10 дней (без учета воскресных) после представления ему, то законопроект также становится Законом, как если бы Президент подписал его, за исключением случая, когда Конгресс объявив перерыв помешал возврату законопроекта. В таком случае законопроект не становится Законом.
Когда обе палаты принимают законопроект, он направляется Президенту США. У Президента есть 10 дней (без учёта воскресений), чтобы подписать законопроект, который, в таком случае, становится Законом, или же наложить на него вето. Президентское вето означает, что Президент не согласен с текстом принятого законопроекта. Вето может быть преодолено, однако для этого обе палаты должны повторно принять законопроект 2/3 голосов. Если Президент в течение 10 дней после поступления к нему законопроекта не примет никакого решения, то этот законопроект вступает в силу автоматически. Однако, в конце сессии Конгресса может возникнуть ситуация, известная как «карманное вето». Если Конгресс закроет сессию и тем самым сделает невозможным выполнить требование конституции «вернуть проект в палату, которая его инициировала» проект не станет Законом, а Конгресс должен будет начать законодательную процедуру с начала.
Спорным остаётся вопрос по поводу того, как именно Конгресс может помешать Президенту вернуть законопроект. Так судом было установлено, что прекращение заседаний одной из палат недостаточно для того, чтобы применить «карманное вето», поскольку при работающей второй палате Конгресс не считается прекратившим свою работы и клерк может быть уполномочен получить законопроект от имени палаты, не проводящей заседания.

### Пункт 3: Президентское вето
Каждый постановления, резолюции или решения, для принятия которых необходимо согласие обеих палат (кроме вопроса о переносе заседаний) должны направляться Президенту Соединенных Штатов и вступают в силу будучи одобренными им, а если Президент не одобрит их, то они вступают в силу лишь будучи принятыми повторно 2/3 голосов Сената и Палаты Представителей, с учетом тех же правил и ограничений, что и в случае с законопроектами.
Конституция не даёт возможности обойти вето назвав принятый акт иначе, чем «Закон». Любое решение, требующее согласия обеих палат (кроме вопроса о переносе заседаний) должно подаваться на подпись Президенту в том же порядке, что и законопроекты. При этом Конституция установила, что Президент не может подписать законопроект «частично» или внеся в него свои поправки. Документ или подписывается Президентом в целом или отклоняется.

## Часть 8: Полномочия Конгресса

### Перечисленные полномочия
Законодательные полномочия Конгресса перечислены в четвёртой части первой статьи Конституции США.
Конгресс имеет право:
устанавливать и взимать налоги, сборы, пошлины и акцизы, для того чтобы выплачивать долги, обеспечивать совместную оборону и всеобщее благоденствие Соединённых Штатов; причём все сборы, пошлины и акцизы должны быть единообразны на всей территории Соединённых Штатов;
занимать деньги в кредит для Соединённых Штатов;
регулировать торговлю с иностранными государствами, между отдельными штатами и с индейскими племенами;
устанавливать повсеместно в Соединённых Штатах единообразные правила натурализации и принимать единообразные законы по вопросу о банкротствах;
чеканить монету, регулировать ценность оной и ценность иностранной монеты, устанавливать единицы весов и мер;
предусматривать меры наказания за подделку ценных бумаг и находящейся в обращении монеты Соединённых Штатов;
создавать почтовые службы и почтовые пути;
содействовать развитию науки и полезных ремёсел, закрепляя на определённый срок за авторами и изобретателями исключительные права на их сочинения и открытия;
учреждать суды, нижестоящие по отношению к Верховному суду;
определять и карать акты пиратства, тяжкие преступления, совершаемые в открытом море, и преступления против права наций;
объявлять войну, выдавать свидетельства на каперство и репрессалии и устанавливать правила относительно захвата трофеев на суше и на воде;
формировать и обеспечивать армии, но ассигнования на эти цели не должны выделяться более чем на двухлетний срок;
создавать и содержать военно-морской флот;
издавать правила по организации сухопутных и морских сил и управлению ими;
предусматривать меры по призыву ополчения для обеспечения исполнения законов Союза, подавления мятежей и отражения вторжений;
предусматривать меры по организации, вооружению и обучению ополчения и руководству той его частью, которая может быть использована на службе Соединённых Штатов, сохраняя за штатами право назначения должностных лиц и организации подготовки ополчения в соответствии с требованиями, предписанными Конгрессом;
осуществлять во всех случаях исключительные законодательные полномочия в отношении округа (не больше квадрата со стороной десять миль), каковой, будучи уступлен отдельными штатами и принят Конгрессом, станет местом пребывания правительства Соединённых Штатов; осуществлять подобную власть в отношении всех земель, приобретённых с согласия законодательного собрания штата, в котором эти земли находятся, для возведения фортов, постройки складов, арсеналов, верфей и других потребных сооружений;

издавать все законы, каковые будут необходимы и уместны для приведения в действие вышеперечисленных полномочий и всех других полномочий, предоставленных настоящей Конституцией правительству Соединённых Штатов или какому-либо департаменту или должностному лицу оного.
Права Конгресса, как правило, толкуются достаточно широко. В особенности это касается прав устанавливать налоги, затраты, регулировать торговлю между штатами, а также право принимать «необходимые законы». Однако эти права не являются безграничными. Так налоги, которые вводит Конгресс, могут взиматься исключительно в государственную казну. Взимание налогов в казну штатов — прерогатива законодательных органов соответствующих штатов.
Конгресс имеет право брать кредиты, а также выпускать ценные бумаги от имени США. Когда Конгресс принимает решение о кредите страна обязана вернуть его согласно заключенному контракту
Право регулирования торговли толкуется судами крайне широко. Так под торговлей понимается не только купля и продажа товаров, но и оказание услуг, в том числе транспортных. С другой стороны производство товаров не может регулироваться Конгрессом при условии, что весь технологический процесс проходит в одном штате. Это, однако, никак не ограничивает возможность регулировать дальнейшую перевозку товаров между штатами.
С другой стороны суды решили, что законы о защите прав рабочих могут приниматься с учётом правила регулировать торговлю, поскольку результаты труда рабочих непосредственно влияют на возможную торговлю между штатами. Также суд признал, что Конгресс может ограничивать выращивание конопли даже в случаях, когда хозяин плантации утверждает, что не собирается продавать её за пределы штата.
Среди прочих прав Конгресса стоит отметить регулирование порядка получения гражданства, процедуры банкротства, печатание денег и регулирование их номинальной стоимости, установление единых стандартов измерения. Кроме того, именно Конгресс утверждает строительство дорог, авторское и патентное право. Также именно Конгресс создаёт суды, подчиненные Верховному суду США,
Именно Конгресс принимает решение об объявлении войны, хотя, как правило, Президент принимает решение об использовании вооружённых сил и без формального объявления войны. Всего за историю США война объявлялась пять раз. Кроме того, именно Конгресс регулирует правила военной службы, хотя, как правило, этим занимается военное командование. Тем не менее «Унифицированный Кодекс Военного Правосудия», утверждённый во время второй мировой войны, является обязательным для исполнения, что неоднократно подтверждал Верховный суд. Congress has several powers related to war and the armed forces.
Конгресс уполномочен регулировать жизнь в Округе Колумбия, однако на данный момент эти права делегированы Мэру и Городскому совету округа. Тем не менее Конгресс сохраняет права в любую секунду отменить решение одного из этих органов или вовсе аннулировать право местного самоуправления в федеральном округе.
Конгресс имеет широкие полномочия в принятии законов, прямо не предусмотренных Конституцией, однако при этом требуется указывать на какую-либо связь принятого закона с одним из положений Конституции.

## Часть 9: Ограничения прав Конгресса
Следующая часть статьи вводит ограничения прав Конгресса.
Переселение или ввоз тех лиц, которых любой из штатов, ныне существующих, сочтёт нужным допустить, не должны запрещаться Конгрессом до одна тысяча восемьсот восьмого года; однако таковой ввоз может облагаться налогом или пошлиной, но на сумму не более десяти долларов за каждое лицо.
 
Действие привилегий приказа habeas corpus не должно приостанавливаться, если только того не потребует общественная безопасность в случаях восстания или вторжения.
Не должны приниматься билли об опале или законы ex post facto.
Не должны устанавливаться подушные подати или иные прямые налоги иначе как в соответствии с переписью или исчислением населения, проведение которого предписано выше[8].
Не должны облагаться налогом или пошлиной товары, вывозимые из любого штата.
Не должно отдаваться предпочтение — в силу какого-либо постановления о торговле или государственных доходах — портам одного штата перед портами другого; суда, следующие в какой-либо штат или из штата, не должны принуждаться к заполнению таможенных деклараций и уплате пошлин.
Не должны выдаваться деньги из казначейства иначе как на основе ассигнований, предписанных законом; сообщения и отчёты о поступлениях и расходах всех государственных денег должны периодически публиковаться.
 
Соединённые Штаты не жалуют никаких дворянских титулов; ни одно лицо, занимающее какую-нибудь приносящую доход или официальную должность на службе Соединённых Штатов, не должно без согласия Конгресса принимать какое-либо подношение, вознаграждение, должность или титул любого рода от какого-либо короля, принца или иностранного государства.
Импорт рабов в США был разрешён до 1 января 1808 года, в день, когда закончилось действие ограничений на право Конгресса принимать подобное решение. До этого Конгресс имел право лишь вводить пошлину, не превышающую 10 долларов за каждого раба.
Право habeas corpus — возможность арестованного требовать своей доставки в суд для проверки правомерности ареста гарантировано Конституцией. Временное ограничение этого права возможно лишь во время восстания или вторжения. При этом Верховный Суд разъяснил, что даже во время действия такого ограничения гражданские лица не подсудны военным трибуналам, если только гражданские суды не прекратили свою деятельность.
Закон не может определять виновность отдельных лиц — это исключительные полномочия судов. Кроме того, закон запрещает наказывать за действия, которые на момент их совершения преступлением не считались. Следует отметить, что Конституция США не запрещает принимать законы с обратной силой в гражданских правоотношениях.
Ни при каких обстоятельствах не могут вводится налоги на перевозку товаров между штатами, таким образом Конгресс лишён возможности поддерживать отдельные штаты вводя пошлины за ввоз в них товаров из других штатов. Все налоги собираются в государственную казну и распределяются согласно закону. Таким образом одной из важнейших задач Конгресса является принятие законов о расходах государственного бюджета.
Конгресс не имеет права предоставлять дворянские титулы. Кроме того, государственные служащие должны получать от Конгресса разрешение на получение любых подарков, платежей, должностей или титулов от иностранных государств или их правителей. Однако простые граждане в подобных правах не ограничены.
Нынешнее законодательство заранее разрешает государственным служащим принимать подарки и награды других государств устанавливая ограничения на суммы подарков, а также обстоятельства их получения (например, государственный служащий может принять почётное звание другого государства в случае, если отказ от такого титула неприемлем по дипломатическим причинам или может быть сочтён оскорблением).

## Часть 10: Ограничения полномочий штатов
Ни один штат не может заключать какой-либо договор, вступать в союз или конфедерацию, выдавать свидетельства на каперство и репрессалии, чеканить монету, выпускать кредитные билеты, уплачивать долги чем-либо иным, кроме золотой и серебряной монеты, принимать билли об опале, законы ex post facto или законы, нарушающие договорные обязательства, либо жаловать дворянские титулы.
Ни один штат не может без согласия Конгресса облагать какими-либо пошлинами или сборами ввоз или вывоз товаров, за исключением случаев, когда это может быть совершенно необходимо для исполнения инспекционных законов штата; чистый доход от всех сборов и пошлин, установленных штатом на ввоз или вывоз товаров, поступает в распоряжение казначейства Соединённых Штатов; все таковые законы подлежат контролю Конгресса и могут быть им пересмотрены.

Ни один штат не может без согласия Конгресса устанавливать какие-либо тоннажные сборы, содержать войска или военные суда в мирное время, заключать какое-либо соглашение или договор с другим штатом или с иностранной державой либо вести войну, если только он уже не подвергся вторжению или не находится в такой неотвратимой опасности, при которой недопустимо промедление.
Штатам запрещено исполнять некоторые функции, закрепленные исключительно за федеральным правительством. Так ни один штат не может иметь собственной валюты — все штаты используют исключительно доллары США.
Запрет нарушать «договорные обязательства» является достаточно сложным для трактовки. В общем случае это положение означает, что когда штат вступает в любые правоотношения он имеет те же обязательства, что и физические и юридически лица. Так штат продав кому-либо земельный участок не может затем отменить своё решение и забрать участок назад. Взяв на себя обязательства оплатить некую работу штат не может законом освободить себя от этих обязательств.
Штаты, как и Конгресс, не могут устанавливать пошлины за ввоз товаров из других штатов, за исключением сборов, связанных с проведением инспекции прибывающих грузов. При этом Конгресс имеет возможность законом пересмотреть подобные «инспекционные сборы». Подоходный налог жителей штата перечисляется в федеральную казну и не может быть использован казной штата.
Штаты в мирное время не могут содержать армию. Однако, им не запрещено организовывать милицию. На данный момент в штатах существуют такие организации как Национальная гвардия и Милиция Штата, находящиеся под надзором федерального правительства.
Запрет штатам заключать договора между собой без согласования с Конгрессом направлен на невозможность штатов усиливать свою политическую власть в обход федерального правительства. Считается, что в недалёком будущем возможны серьёзные судебные процессы касательно трактовки этих положений Конституции. Это связано с подписанием рядом штатов Национального договора о прямом голосовании, в котором штаты соглашаются, что Президентом США должен быть избран человек, набравший большинство голосов избирателей, в отличие от нынешней системы, дающей возможность победить кандидату, не имеющему поддержки большинства. Юридически для реализации данного договора достаточно поменять систему назначения выборщиков Президента, согласившись, что все голоса выборщиков должны быть отданы человеку, набравшему большинство голосов по стране в целом. Поскольку штаты вольны менять правила назначения выборщиков такой Договор сам по себе не противоречит правилам выборов Президента. Тем не менее остаётся вопрос, не нарушают ли Штаты положение, запрещающее подписание договоров между штатами.